# Broederschap van Pinkstergemeenten
De Broederschap van Pinkstergemeenten is een voormalig kerkgenootschap dat op 16 februari 2002 is gefuseerd met Volle Evangelie Gemeenten Nederland. Zij vormen nu samen de  Verenigde Pinkster- en Evangeliegemeenten (VPE).
De Broederschap van Pinkstergemeenten komt op haar beurt voort uit de Broederschap van Volle Evangelie Gemeenten in Nederland. Jeugdtak was het Nederlands Pinkster Jeugd Verbond (NPVJ), sinds 1961 de Nederlandse Pinkster Jeugd Beweging (NPJB). In 1958 was de Broederschap betrokken bij de Osborncampagne. 
De Zuid-Afrikaan David du Plessis inspireerde een aantal mensen om een Bijbelschool te beginnen in Groningen. Door zijn bemiddeling werden ook de eerste contacten met de Assemblies of God gelegd. Het oprichten van een Bijbelschool noopte de broederschap om rechtspersoonlijkheid te verwerven. Dit leidde in 1959 tot de oprichting van het kerkgenootschap de Broederschap van Pinkstergemeenten in Nederland. De eerste voorzitter was Pieter Klaver. Het ledenaantal van de Broederschap begon aanmerkelijk te stijgen en was in twee jaar tijd verdubbeld. In 1961 waren 50 voorgangers lid. De georganiseerde genezingscampagnes met Morris Cerullo (1960) en Oral Roberts (1964) genoten grote belangstelling. 
Op 31 oktober 1960 werd in Groningen begonnen met de Nederlandse Pinkster Bijbelschool. De school kwam niet goed van de grond en werd in 1964 opgeheven. In 1967 werd de Centrale Pinkster Bijbelschool in Den Haag geopend.
In 1962 werd Klaver opgevolgd als voorzitter door de Zweedse zendeling Stig  Sagstrom. Hierna volgden Dick Voordewind (1967), Johan Frinsel sr. (1969), Herman van Amerom (1975) en Peter Sleebos (1997).
David Wilkerson, de stichter van de organisatie Teen Challenge, kwam in 1967 voor een campagne naar Nederland. Door middel van koffiebars, opvangwerk, filmevangelisatie en jeugdmeeting kwam onder verantwoordelijkheid van de Broederschap Teen Challenge Nederland van de grond.  
Vanaf 1974 was er een ondersteuningsfonds voor binnenlandse zending. Naast de speciaal voor dit fonds binnengekomen giften, werd 10% van de inkomsten van het Broederschap voor dit doel bestemd.
In 1981 werd wegens het lidmaatschap van een aantal Vlaamse gemeenten de naam uitgebreid tot Broederschap van Pinkstergemeenten in Nederland en België. In datzelfde jaar begon de Broederschap met de uitgave van Parakleet, een kaderblad voor geestelijke werkers. Bij de fusie in 2002 waren bij de Broederschap zo'n 65 gemeenten aangesloten met in totaal 10.500 leden. 